# Bethany Hamilton
Bethany Meilani Hamilton (* 8. Februar 1990 auf Kauaʻi, Hawaii) ist eine US-amerikanische Profisurferin, die 2003 durch den Angriff eines Tigerhais den linken Arm verlor.

## Leben

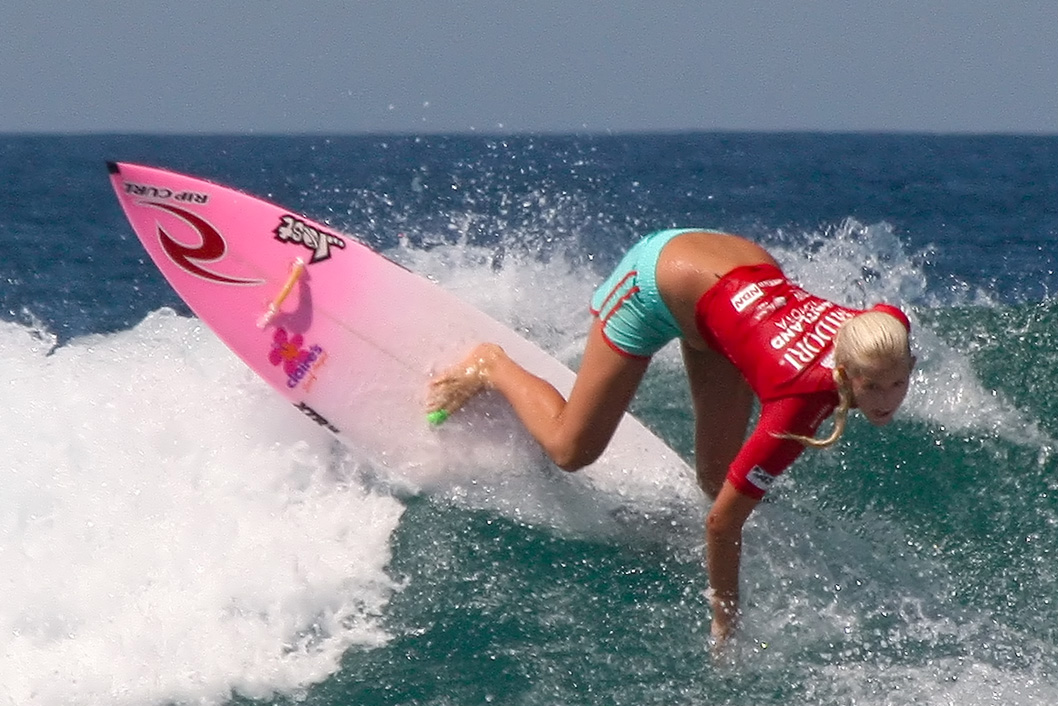
Bethany Hamilton, März 2007

Hamilton lernte das Surfen von ihren Eltern, die als begeisterte Wellenreiter vor ihrer Geburt vom amerikanischen Festland nach Hawaii gezogen waren. Im Alter von fünf Jahren gewann sie den ersten Platz des Quiksilver Push-and-Ride-Wettbewerbes. Mit dem Sieg beim „Rell Sunn Menehune“ entschied sie 1998 ihren ersten großen Wettbewerb für sich. Beim „Rell Sunn“ treten Mädchen im Alter zwischen sechs und neun Jahren in Long- und Shortboardklassen auf der Insel Oʻahu gegeneinander an.
Um ihrem Traum von einer Karriere als professionelle Surferin näherzukommen, nahm Hamilton 1999 an den 23. Haleiwa-Menehune-Meisterschaften teil und erreichte den ersten Platz. Im Februar 2000 gewann sie beim Volcom Puffer Fish in der Klasse der Mädchen unter elf und unter fünfzehn Jahren den Wettbewerb. Daraufhin wurde Rip Curl auf die damals in der National Scholastic Surfing Association (NSSA) organisierte Hamilton aufmerksam und ist bis heute ihr Sponsor.
Am 31. Oktober 2003 ging Hamilton am frühen Morgen zum Surfen am Tunnels Beach auf Kauai. Etwa um 6:40 Uhr wurde sie auf ihrem Surfbrett liegend von einem etwa drei Meter großen Tigerhai angegriffen. Der Hai trennte ihr den linken Arm knapp unterhalb der Schulter ab. Ihre Freunde, mit denen sie gemeinsam auf dem Wasser war, darunter die Surferin Alana Blanchard, halfen ihr zurück zum Strand zu paddeln. Sie verwendeten ihre Leashes zum Abbinden des Armstumpfes und retteten ihr damit das Leben.
Hamilton begann bereits vier Wochen nach dem Vorfall wieder mit dem Training. Um sich das Wellenreiten mit nur einem Arm zu ermöglichen, benutzt sie maßgeschneiderte Boards mit einem Haltegriff. Seit 2004 nimmt Hamilton wieder an Wettbewerben teil. Noch im selben Jahr gewann sie den ESPY-Award für das beste Sportler-Comeback des Jahres und einen Sonderpreis der Teen Choice Awards für ihren Mut.
2005 erzielte sie den 1. Rang der NSSA National Championships. Seit 2008 surft sie als Vollzeitprofi auf der ASP World Qualifying Series (WQS). In ihrem ersten Wettbewerb belegte sie Platz drei.
Am 18. August 2013 heiratete Bethany Hamilton Adam Dirks auf Hawaii. Ihr erster Sohn kam im Juni 2015 zur Welt, der zweite Sohn wurde im März 2018, im Februar 2021 ihr dritter Sohn und im Juli 2023 ihre Tochter geboren.
2017 wurde Hamilton für ihre überragenden Leistungen im Surfsport mit der Aufnahme in die Ehrengalerie der amerikanischen Surfers Hall of Fame ausgezeichnet. Dabei wurden ihre Hand- und Fußabdrücke sowie ihre Signatur in einer gegossenen Betonfliese im Gehweg am Pacific Coast Highway in Huntington Beach, Kalifornien verewigt. Im März 2023 gab sie bekannt, ihre Profikarriere zu beenden, da sie nicht gegen Transfrauen antreten möchte.

## Erfolge
| Jahr | Bewerb                                             | Platzierung | Land               |
| ---- | -------------------------------------------------- | ----------- | ------------------ |
| 1998 | Rell Sun Menehune                                  | 1.          | Vereinigte Staaten |
| 2002 | Open Women’s Division of the NSSA                  | 1.          | Vereinigte Staaten |
| 2004 | NSSA National Competition                          | 1.          | Vereinigte Staaten |
| 2005 | NSSA National Competition                          | 1.          | Vereinigte Staaten |
| 2005 | O’Neill Island Girl Junior Pro tournament          | 1.          | Vereinigte Staaten |
| 2006 | NSSA National Championship: 18-and-under Finalist  | 5.          | Vereinigte Staaten |
| 2006 | Hawaii Team Highlights                             | 4. 5. *     | Vereinigte Staaten |
| 2007 | NSSA Regionals                                     | 5.          | Vereinigte Staaten |
| 2007 | Women’s Pipeline Championship                      | 4.          | Vereinigte Staaten |
| 2008 | US Open of Surfing – Huntington Beach, Kalifornien | 5.          | Vereinigte Staaten |
| 2008 | Roxy Pro Surf Festival – Phillip Island            | 3.          | Australien         |
| 2009 | Rio Surf International in Rio de Janeiro           | 3.          | Brasilien          |
| 2009 | Billabong ASP World Junior Championship            | 2.          | Australien         |
| 2014 | Women’s Pipeline Championship                      | 1.          | Vereinigte Staaten |
| 2015 | Swatch Women's Pro                                 | 13.         | Vereinigte Staaten |
| 2016 | Fiji Women's Pro                                   | 3.          | Fidschi            |
| 2017 | Outerknown Fiji Women's Pro                        | 9.          | Fidschi            |
| 2018 | Beachwaver Maui Pro                                | 13.         | Vereinigte Staaten |
| 2020 | Sydney Surf Pro                                    | 17.         | Australien         |
| 2021 | HIC Pipe Pro                                       | 13.         | Vereinigte Staaten |
| 2022 | Billabong Pro Pipeline                             | 9.          | Vereinigte Staaten |
| 2022 | Priority Destinations Pro                          | 4.          | Vereinigte Staaten |

## Film und Fernsehen
Nach ihrer Rekonvaleszenz 2004 war Hamilton unter anderem bei 20/20, Good Morning America, der Oprah Winfrey Show und der Tonight Show zu Gast.
2007 wurde im Dokumentarfilm Heart of a Soul Surfer, den sie selbst als eine „glaubens-basierte Dokumentation“ beschreibt, ihre Lebensgeschichte geschildert. Dabei beschreibt der Film auch ihren Wunsch, dem Angriff einen spirituellen Sinn und Zweck zu geben.
2011 wurde ihre Lebensgeschichte unter dem Titel Soul Surfer mit AnnaSophia Robb, Helen Hunt und Dennis Quaid in den Hauptrollen verfilmt. Kinostart in den USA war der 8. April 2011. 2018 kam ihre ganze Geschichte als Film Unstoppable heraus.
Im November 2024 nahm Hamilton als Macaron an der zwölften Staffel der US-amerikanischen Version von The Masked Singer teil, in der sie den achten Platz belegte.

## Buchveröffentlichungen
Hamilton ist gläubige Christin und schrieb 2004 das Buch Soul Surfer, in dem sie die Erfahrungen des Haiangriffs auch unter dem Aspekt ihres Glaubens betrachtet. Es war ihre erste Buchveröffentlichung auf die weitere acht Bücher folgen sollten. Ihr letztes Buch erschien 2022 und trägt den Titel Surfing Past Fear.
Im deutschen Buchhandel sind folgende Bücher erhältlich:
- Bethany Hamilton, Doris Rikkers: Soul Surfer. Das Andachtsbuch. Brunnen-Verlag, Gießen 2007, ISBN 978-3-7655-1969-7.
- Bethany Hamilton, Sheryl Berk, Rick Bundschuh: Soul Surfer. Sie gab nicht auf und siegte. Eine wahre Geschichte. 10. Auflage. Brunnen-Verlag, Gießen 2014, ISBN 978-3-7655-1197-4.
- Bethany Hamilton, Dustin Dillberg: Body & Soul. Gesunder Körper, starker Glaube. Brunnen-Verlag, Gießen 2015, ISBN 978-3-7655-5239-7.